# Lijst van ridders Grootkruis in de Orde van de Nederlandse Leeuw
Dit is een lijst van in de Nederlandstalige Wikipedia opgenomen gedecoreerden als Ridder Grootkruis in de Orde van de Nederlandse Leeuw.

## A
- Valdas Adamkus
- Konrad Adenauer
- Bernardus Alfrink
- Hamad bin Khalifa al-Thani
- Martti Ahtisaari
- Claus van Amsberg
- Kofi Annan
- Prosper Lodewijk van Arenberg

## B
- Jean Chrétien Baud
- Frans Beelaerts van Blokland
- Louis Beel
- Charles Ruijs de Beerenbrouck
- Albert I van België
- Albert II van België
- Boudewijn van België
- Filip van België
- Fabiola van België
- Karel van België
- Leopold I van België
- Leopold II van België
- Leopold III van België
- Mathilde van België
- Paola van België
- Alexander Van der Bellen
- Arnold Adolf Bentinck
- Birendra
- Hassanal Bolkiah
- Johannes van den Bosch
- Leonard du Bus de Gisignies
- Elizabeth Bowes-Lyon
- Peter II van Brazilië
- Alexander von Benckendorff

## C
- Godert van der Capellen
- Nikos Christodoulides
- Winston Churchill
- Hendrikus Colijn
- Pieter Cort van der Linden

## D
- Frederik van Denemarken (1968)
- Mary Donaldson van Denemarken
- Henri van Denemarken
- Margrethe II van Denemarken
- Porfirio Díaz
- Farah Diba
- Mozaffar ed-Din Kadjar
- Naser ed-Din Kadjar
- Dirk Donker Curtius
- Hendrik Jacob van Doorn van Westcapelle
- Willem Drees
- Sipko Drijber
- Wilhelm II van Duitsland

## E
- Abbas II van Egypte
- Foead I van Egypte
- Said van Egypte
- Dwight D. Eisenhower
- Cornelis Theodorus Elout
- Pierre Florent Joseph Everard

## F
- Dirk Fock
- Jorge Carlos Fonseca
- Hendrik Forstner van Dambenoy

## G
- Ivan Gašparovič
- Charles-Alexandre de Gavre
- Arnoldus van Gennep
- Pieter Sjoerds Gerbrandy
- Louis Gericke van Herwijnen
- Daniël Théodore Gevers van Endegeest
- Johan George Gleichman
- Joachim Gauck
- Pierre Louis Joseph Servais van Gobbelschroy
- Dalia Grybauskaitė
- Abdullah Gül

## H
- Floris Adriaan van Hall
- Jan Heemskerk
- Schelto van Heemstra
- Conrad Helfrich
- Willem Hendrik Alexander Carel van Heeckeren van Kell
- Joannes Benedictus van Heutsz
- Gijsbert Karel van Hogendorp
- François Hollande
- Johan Willem Huyssen van Kattendijke
- Miklós Horthy

## I
- Alexander Willem Frederik Idenburg
- Toomas Hendrik Ilves

## J
- Akihito van Japan
- Michiko van Japan
- Jan Willem Janssens
- Johannes de Jong
- Jan Anne Jonkman
- Abdoellah II van Jordanië
- Hoessein van Jordanië
- Rania van Jordanië

## K
- Kersti Kaljulaid
- Urho Kekkonen
- Jacobus Mattheüs de Kempenaer
- Thomas Klestil
- Hendrik Merkus de Kock
- Helmut Kohl
- Roelof Kranenburg
- Paul Kruger

## L
- Gerard Langemeijer
- Leopold van Limburg Stirum
- Bernhard van Lippe-Biesterfeld
- Irene van Lippe-Biesterfeld
- Ruud Lubbers
- Joseph Luns
- Henri van Luxemburg
- Maria Teresa van Luxemburg
- Theo van Lynden van Sandenburg
- Engelbertus Lucas (1785-1870)

## M
- Cornelis Felix van Maanen
- Mauricio Macri
- Emmanuel Macron
- Mahendra
- Sicco Mansholt
- Hassan II van Marokko
- Æneas Mackay
- Sergio Mattarella
- Angela Merkel
- Maximiliaan van Mexico
- Jean Gijsberto de Mey van Streefkerk
- Johan Hendrik Mollerus
- Bernard Montgomery
- Louis Mountbatten
- Philip Mountbatten

## N
- Albertus van Naamen van Eemnes
- Anne van Nagell van Ampsen
- Haakon VII van Noorwegen
- Harald V van Noorwegen
- Olaf V van Noorwegen
- Sonja van Noorwegen

## O
- Johan van Oostenrijk
- Haitham van Oman
- Alexander van Oranje-Nassau
- Alexia van Oranje-Nassau
- Amalia van Oranje-Nassau
- Beatrix van Oranje-Nassau
- Christina van Oranje-Nassau
- Constantijn van Oranje-Nassau
- Emma van Oranje-Nassau
- Frederik van Oranje-Nassau
- Friso van Oranje-Nassau van Amsberg
- Juliana van Oranje-Nassau
- Margriet van Oranje-Nassau
- Máxima van Oranje-Nassau
- Willem III van Oranje-Nassau
- Willem Alexander van Oranje-Nassau

## P
- Charles Ferdinand Pahud
- Frederik Willem Floris Theodorus van Pallandt
- Petr Pavel
- Nicolaas Pierson
- Hendrik van Pruisen

## R
- Anthony Gerhard Alexander van Rappard
- Marcelo Rebelo de Sousa
- Willem Frederik van Reede
- Gerlach Cornelis Joannes van Reenen
- Mohammad Reza Pahlavi
- Jan Jacob Rochussen
- Joan Röell
- Willem Frederik Röell
- Nicolaas II van Rusland
- Mark Rutte

## S
- Qaboes bin Said Al Said
- James Albert Henry de la Sarraz
- Jan Elias Nicolaas Schimmelpenninck van der Oye
- Willem Anne Schimmelpenninck van der Oye
- Haile Selassie
- Cornelis Charles Six van Oterleek
- Cornelis Jacobus Snijders
- Felipe VI van Spanje
- Juan Carlos I van Spanje
- Sophia van Spanje
- Mário Soares
- Jan Christian Smuts
- Frank-Walter Steinmeier

## T
- Rama IX
- Arnold Willem Nicolaas van Tets van Goudriaan
- Charles Thiennes de Lombise
- Johan Rudolph Thorbecke
- Gaston Thorn
- Theo Thurlings
- Alidius Tjarda van Starkenborgh Stachouwer
- Alexander van Teck
- Hendrik Rudolph Trip

## V
- Johan Gijsbert Verstolk van Soelen
- Vaira Vīķe-Freiberga
- Gerard Vissering
- Pieter van Vollenhoven
- Jan Joseph Godfried van Voorst tot Voorst
- Willem Lodewijk de Vos van Steenwijk

## W
- Lech Wałęsa
- Henri Winkelman
- Edward VII van het Verenigd Koninkrijk
- Elizabeth II van het Verenigd Koninkrijk
- George V van het Verenigd Koninkrijk
- Margaret Windsor
- Richard von Weizsäcker
- Christian Wulff

## Y
- Yoon Suk-yeol

## Z
- Jelle Zijlstra
- Jacob Pieter Pompejus van Zuylen van Nijevelt
- Jules van Zuylen van Nijevelt
- Hugo van Zuylen van Nijevelt
- Carl Gustaf XVI van Zweden
- Gustaaf V van Zweden
- Gustaaf VI Adolf van Zweden
- Ingrid van Zweden
- Silvia van Zweden
- Victoria van Zweden